# Eparchia św. Tomasza Apostoła w Detroit
Eparchia św. Tomasza Apostoła w Detroit – eparchia Kościoła chaldejskiego w Stanach Zjednoczonych. Choć w nazwie eparchii jako jej siedziba wskazane jest Detroit, w rzeczywistości zarówno katedra, jak i kuria eparchy znajdują się w Southfield, na przedmieściach Detroit. Obejmuje wszystkich wiernych tego obrządku we wschodniej i środkowo-wschodniej części USA. Została erygowana w 1982 jako egzarchat apostolski Stanów Zjednoczonych obrządku chaldejskiego. W 1985 została podniesiona do rangi eparchii. Do 2002 obejmowała cały obszar USA, jednak po utworzeniu eparchii św. Piotra Apostoła w San Diego wierni z dziewiętnastu zachodnich stanów zostali przeniesieni do tej administratury. Podlega bezpośrednio chaldejskiemu patriarsze Bagdadu. 